# Phong Sơn (xã)
Phong Sơn là một xã thuộc thị xã Phong Điền, thành phố Huế, Việt Nam.

## Địa lý
Xã Phong Sơn có vị trí địa lý:
- Phía đông giáp thị xã Hương Trà
- Phía tây giáp xã Phong Xuân
- Phía nam giáp huyện A Lưới
- Phía bắc giáp phường Phong An và xã Phong Xuân.

Xã Phong Sơn có diện tích 114,77 km², dân số năm 1999 là 10.425 người, mật độ dân số đạt 91 người/km².

## Hành chính
Xã Phong Sơn được chia thành 13 thôn: Công Thành, Cổ By 1, Cổ By 2, Cổ By 3, Đông Dạ, Hiền An, Hiền Sỹ, Phe Tư, Phổ Lại, Sơn Bồ, Sơn Quả, Thanh Tân, Tứ Chánh.

## Lịch sử
Ngày 30 tháng 11 năm 2024:
- Quốc hội ban hành Nghị quyết số 175/2024/QH15[3] về việc thành lập thành phố Huế trực thuộc trung ương trên cơ sở toàn bộ diện tích và dân số tỉnh Thừa Thiên Huế.
- Ủy ban Thường vụ Quốc hội ban hành Nghị quyết số 1314/NQ-UBTVQH15[4] về việc sắp xếp đơn vị hành chính cấp huyện, cấp xã của thành phố Huế giai đoạn 2023 – 2025 (nghị quyết có hiệu lực từ ngày 1 tháng 1 năm 2025). Theo đó, thành lập thị xã Phong Điền thuộc thành phố Huế. Xã Phong Sơn trực thuộc thị xã Phong Điền.